# Ralph R. Eltse
Ralph Roscoe Eltse (* 13. September 1885 in Oskaloosa, Iowa; † 18. März 1971 in Berkeley, Kalifornien) war ein US-amerikanischer Politiker. Zwischen 1933 und 1935 vertrat er den Bundesstaat Kalifornien im US-Repräsentantenhaus.

## Werdegang
Ralph Eltse besuchte die öffentlichen Schulen seiner Heimat sowie das Penn College, das er im Jahr 1909 absolvierte. Danach war er für ein Jahr bis 1910 auf dem Haverford College in Pennsylvania. Im Jahr 1912 zog er nach Berkeley in Kalifornien. Nach einem anschließenden Jurastudium an der dortigen University of California und seiner 1915 erfolgten Zulassung als Rechtsanwalt begann er in diesem Beruf zu arbeiten. Gleichzeitig schlug er als Mitglied der Republikanischen Partei eine politische Laufbahn ein. Zwischen 1932 und 1935 gehörte er dem kalifornischen Staatsvorstand seiner Partei an. In den Jahren 1932, 1934 und 1940 war er Delegierter auf den regionalen Parteitagen der Republikaner in Kalifornien.
Bei den Kongresswahlen des Jahres 1932 wurde Eltse im siebten Wahlbezirk von Kalifornien in das US-Repräsentantenhaus in Washington, D.C. gewählt, wo er am 4. März 1933 die Nachfolge von Henry E. Barbour antrat. Da er im Jahr 1934 nicht bestätigt wurde, konnte er bis zum 3. Januar 1935 nur eine Legislaturperiode im Kongress absolvieren. Damals wurden die ersten New-Deal-Gesetze der Bundesregierung unter Präsident Franklin D. Roosevelt verabschiedet. Nach dem Ende seiner Zeit im US-Repräsentantenhaus praktizierte Ralph Eltse wieder als Anwalt. Im Jahr 1940 bewarb er sich erfolglos um die Rückkehr in den Kongress. Er starb am 18. März 1971 in Berkeley.